# John Bickersteth
John Monier Bickersteth  (6 septembre 1921 - 29 janvier 2018) est un pasteur anglican anglais qui est évêque de Bath et Wells de 1975 à 1986 et greffier du placard de 1979 à 1989.

## Biographie
Bickersteth est issu d'une famille cléricale sur plusieurs générations; au total, six membres de la famille sont évêques de l'Église d'Angleterre. Son père est le chanoine Edward Monier Bickersteth, et sa mère, Inez Katharine Jelf Bickersteth, est une amie de l'actrice Sybil Thorndike . Il est le neveu de Julian Bickersteth et son arrière-arrière-grand-père est Charles James Blomfield.
Formé à la Rugby School et à Christ Church d'Oxford, il se forme pour l'ordination au Wells Theological College et est ordonné diacre en 1950 et prêtre en 1951 . Il commence sa carrière comme curé à St Matthew Moorfields Bristol (1950-54) . Il est alors titulaire de St John the Evangelist, Hurst Green, Oxted (1954-62) . Après un passage en tant que vicaire de l'église St Stephen, Chatham, il devient évêque en 1970 en tant qu'évêque suffragant de Warrington, et après cinq ans est promu à Bath. À partir de 1979, il est greffier du placard pendant une décennie.
Bickersteth est décédé en janvier 2018 à l'âge de 96 ans .